# Expression (음반)
| 전문가 평가                         | 전문가 평가 |
| 평가 점수                           | 평가 점수   |
| 출처                                | 점수        |
| ----------------------------------- | ----------- |
| AllMusic                            | [ 2 ]       |
| The Penguin Guide to Jazz           | [ 3 ]       |
| The Rolling Stone Jazz Record Guide | [ 4 ]       |

《Expression》은 미국의 재즈 색소폰 연주자 존 콜트레인의 음반으로 1967년 초에 녹음되어 콜트레인의 생일 즈음인 그해 9월 말에 발매되었으며 콜트레인 녹음의 사후 발매이자 그가 개인적으로 승인한 마지막 음반이었다.

## 배경
《Expression》에 수록된 모든 곡은 1967년 초 뉴저지주 잉글우드 클리프츠에 있는 반 겔더 스튜디오에서 녹음되었다. 〈Offering〉이라는 제목의 트랙은 2월 15일 당시 피아노에 앨리스 콜트레인, 베이스에 지미 게리슨, 드럼에 래시드 알리로 구성된 콜트레인의 콰르텟과 함께 녹음되었다. 〈Offering〉은 1995년 2월 15일 전체 세션과 함께 《Stellar Regions》에서 재발매되었다. 일주일 후, 콜트레인과 알리는 나중에 《Interstellar Space》 (1974년)와 《Jupiter Variation》 (1978년)에서 발매될 듀오 트랙을 녹음했다. 3월 7일, 이 콰르텟은 〈Ogunde〉와 〈Number One〉을 녹음했다. 후자는 원래 LP 발매에는 등장하지 않았지만 CD 재발매를 위해 추가되었다. 〈Number One〉은 《Jupiter Variation》에도 등장한다. 나머지 두 트랙에 대한 정확한 녹음 날짜는 현재 알려지지 않았다. 〈Expression〉은 콰르텟을 특징으로 하며, 〈To Be〉는 콰르텟과 파로아 샌더스 그리고 아마도 바타 드럼에서 알지 드윗이 녹음했다. 이 트랙에서 콜트레인은 알토 플루트를 연주하고, 샌더스는 플루트와 피콜로를 연주한다.
1967년 5월, 콜트레인은 1966년 중반부터 간암을 앓아왔고, 그 달에 여러 콘서트를 취소했던 그는 "그의 최근 녹음 세션을 다시 들으며 소파에서 며칠을 보냈다." 사망 3일 전인 7월 14일, 콜트레인은 음반 계획을 끝내기 위해 프로듀서 밥 틸레를 만나 《Expression》이라는 제목을 제안했다.

## 곡 목록
모든 곡들은 존 콜트레인에 의해 작곡하였다.
| #  | 제목           | 재생 시간 |
| -- | -------------- | --------- |
| 1. | 〈Ogunde〉     | 3:38      |
| 2. | 〈To Be〉      | 16:22     |
| 3. | 〈Offering〉   | 8:27      |
| 4. | 〈Expression〉 | 10:53     |

| #  | 제목           | 재생 시간 |
| -- | -------------- | --------- |
| 5. | 〈Number One〉 | 11:55     |